# 大阪外國語大學
大阪外国语大学（日語：大阪外国語大学）是日本大阪府箕面市的前国立大学法人。
该校与东京外国语大学是日本仅有的2所国立的外语專門大学。两大学与私立外语大学相比，专业的语种非常之多。如果将两所大学作比较的话，东京外国语大学在亚洲语言方面实力非常强，而大阪外国语大学，不仅亚洲语言，在北欧及非洲语言等全球语言方面都有涉及。两所大学的体育俱乐部等也经常进行对抗赛。
1991年，将为外国留学生设立的课程改组为留学生日本語教育中心，也开始从事对外国来的留学生的日本語教育。
2007年10月1日，大阪外国语大学和大阪大学（位于大阪府吹田市）正式合并，由此该校各专业本科招生人数将超过东京大学，从而成为日本规模最大的国立大学。大阪外国语大学改组为大阪大学外国语学部。

## 沿革
- 1921年 大阪外国语学校在现在的大阪市天王寺区上本町8丁目设立
- 1944年 改称大阪外事专门学校
- 1949年 成为新制大阪外国语大学
- 1979年 迁址至箕面市粟生間谷
- 1993年 根据学科改組，引进大讲座制和昼夜开讲制
- 2004年 改为国立大学法人大阪外国语大学
- 2007年 成为国立大学法人大阪大学的外国语学部

## 大学的组织
- 外国语学部 
  - 国际文化学科
  - 地域文化学科
- 大学院语言社会研究科
- 留学生日本语教育中心

## 语言专业
- 中国语
- 朝鲜语
- 蒙古语
- 印度尼西亚语
- 菲律宾语
- 泰语
- 越南语
- 缅甸语
- 印地语
- 乌尔都语
- 阿拉伯语
- 波斯语
- 土耳其语
- 斯瓦希里语
- 俄语
- 匈牙利语
- 丹麦语
- 瑞典语
- 德语
- 英语
- 法语
- 意大利语
- 西班牙语
- 葡萄牙语
- 日本语

## 其他有讲座的语言
- 世界语
- 拉丁语
- 古汉语
- 华南语(粤语)
- 愛奴语
- 满语
- 古藏语
- 梵语
- 巴利语
- 旁遮普语
- 僧伽罗语
- 维吾尔语
- 奥斯曼语
- 阿卡德语
- 古代教堂斯拉夫语
- 加泰罗尼亚语

## 著名校友
- 司马辽太郎 - 作家。大阪外国語学校毕业
- 陈舜臣 - 作家、直木奖获得者。大阪外事专门学校毕业
- 岩井成雄 – 原国际联盟职员。大阪外事专门学校英美科毕业
- 非常階段シルク・ミヤコ - 漫才師。ミヤコ是已故
- 平野拓也 – 原科学技術事務次官、海洋科学技術中心（現独立行政法人海洋研究開発機構）理事長）
- 伊藤鳳雲 – 书法家
- 古川拓 – 动画作家
- 藤沢純一 - 大阪府箕面市長
- 白井文 - 兵库县尼崎市長
- 俵萌子 – 评论家
- 水野肇 – 评论家
- 半林亨 - 日棉（現双日）原社長
- 岡崎友信 – 伊藤忠商事原社長
- 後藤博人 – 表演艺术家
- 河田悌一 – 关西大学校长
- 成瀬龍夫 – 滋贺大学校长
- 東谷穎人 – 神戸市外国語大学校长
- 佐原真 - 国立歴史民俗博物館原館長
- 樋口有三 - 丸紅元副社長
- 矢倉美登里 – 翻译家
- 寺谷一紀 – 原NHK主持人

## 校园活动
- 间谷祭 (校园文化节)－11月上旬举办。外语话剧、模拟店、展览、学生音乐会等
- 夏祭－7月上旬举办
- 东外大战 (东西外国语大学对抗运动比赛)－10月。各个运动社团举办。
- 全校接力马拉松大赛－12月
- 公开讲座

## 交通
- 从北大阪急行电铁、大阪高速铁道(大阪单轨电车)千里中央站、阪急电铁北千里站乘阪急公共汽车到大阪外大前
- JR茨木站西口(部分车由阪急电铁茨木市站西口开)乘开往阪急石桥的阪急公共汽车，或从阪急电铁石桥站乘开往JR茨木(或阪急茨木市)的公共汽车，在小野原下车，换乘开往大阪外大前的公共汽车。
- JR茨木站西口、阪急电铁茨木市站西口乘开往奥的公共汽车(2小时多才有1班)在粟生间谷东下车、步行(上坡)约15分钟
- 预计2007年春天开通的大阪高速铁道(大阪单轨电车)彩都线彩都西站步行约15分钟